# Irit Dinur
Pour les articles homonymes, voir Dinur.
Irit Dinur (en hébreu : אירית דינור) est une mathématicienne israélienne, connue pour ses travaux en informatique théorique. Elle est professeure à l'Institut Weizmann.

## Carrière universitaire et travaux
Irit Dinur a obtenu son doctorat à l'université de Tel-Aviv sous la direction de Shmuel Safra.
Ces travaux portent sur les fondations de l'informatique et la combinatoire, en particulier le théorème PCP et la théorie de l'approximation. Elle a entre autres trouvé une preuve combinatoire du thèorème PCP (Dinur 2007), utilisant notamment les graphes expanseurs et le produit zig-zag. Cet article lui a valu le Best Paper Award de la conférence STOC en 2006, et le prix Gödel 2019.
Elle a reçu le prix Erdős en 2012.